# Acianthera gracilisepala
Acianthera gracilisepala é  uma pequena espécie de orquídea (Orchidaceae) originária do Brasil, considerada endêmica do Paraná, antigamente subordinada ao gênero Pleurothallis.

## Publicação e sinônimos
- Acianthera gracilisepala (Brade) Luer, Monogr. Syst. Bot. Missouri Bot. Gard. 95: 253 (2004).

Sinônimos homotípicos:
- Pleurothallis gracilisepala Brade, Arch. Jard. Bot. Rio de Janeiro 11: 74 (1951).

Sinônimos heterotípicos:
- Pleurothallis antennata Garay, Arch. Jard. Bot. Rio de Janeiro 12: 170 (1953).
- Acianthera antennata (Garay) Pridgeon & M.W.Chase, Lindleyana 16: 242 (2001).